# Annales (Tacito)
Annales è un'opera storiografica scritta dopo le Historiae da Tacito che descrive in modo annalistico le vicende dell'Impero romano dagli ultimi anni del principato di Augusto fino alla morte di Nerone, raccontando gli avvenimenti dal 14 d.C. al 68 d.C.
Quindi, dal punto di vista temporale, l'opera copre i regni dei primi quattro imperatori romani succeduti ad Augusto; le parti giunte fino ai nostri giorni riguardano soprattutto i regni di Tiberio, Claudio e Nerone.
Il titolo Annales ("Annali") non fu dato da Tacito. Il probabile titolo originale era Ab excessu divi Augusti, cioè "Dalla morte del Divino Augusto".

## Trasmissione dell'opera
L'opera di Tacito ci è giunta in maniera frammentaria: sono perduti per intero i libri dal 7 al 10 e mancano porzioni dei libri 5, 6, 11 e 16.
I libri 1-6, custoditi nell'Abbazia di Corvey, furono scoperti nel 1508 e pubblicati a Roma nel 1515. I restanti libri a noi trasmessi, dall'11 al 16, sono invece conservati nella Biblioteca Medicea Laurenziana di Firenze (codice 68.2 o Tacito-Apuleio, contenente inoltre anche i primi 5 libri delle Historiae e alcune opere di Apuleio), dopo essere stati a lungo trattenuti dalla Abbazia di Montecassino sin dall'XI secolo, e forse condotti a Firenze da Giovanni Boccaccio, il quale non è certo se abbia fatto dono al Convento di Santo Spirito dell'originale o di una sua copia. Boccaccio aveva avuto certamente in prestito il codice dal monaco cassinese Zenobi di Strada, il quale a sua volta l'aveva scoperto tra il 1355 e il 1357.
Nel XV secolo il manoscritto entra in possesso di Niccolò Niccoli, collezionista amico dell'umanista Poggio Bracciolini. Dall'epistolario intercorso tra i due alcuni studiosi, tra cui John Wilson Ross (che nel 1878 pubblicò a Londra l'opera Tacitus and Bracciolini, the Annals Forged in the XVth Century), hanno dedotto l'ipotesi della falsificazione degli Annales da parte del Bracciolini. Questa teoria è stata tuttavia smentita in più occasioni dagli studiosi, affermando che il manoscritto vergato in elegante scrittura beneventana custodito a Firenze è autentico, dal momento che esso fu conosciuto già da Boccaccio e che le glosse ivi riscontrate, e redatte da più autori, sono riconducibili in parte alla mano del monaco del XIV secolo Zenobi di Strada, dato che attesta la sua esistenza prima dell'epoca della presunta contraffazione (o fabbricazione come sostenne il Ross).

## Contenuto

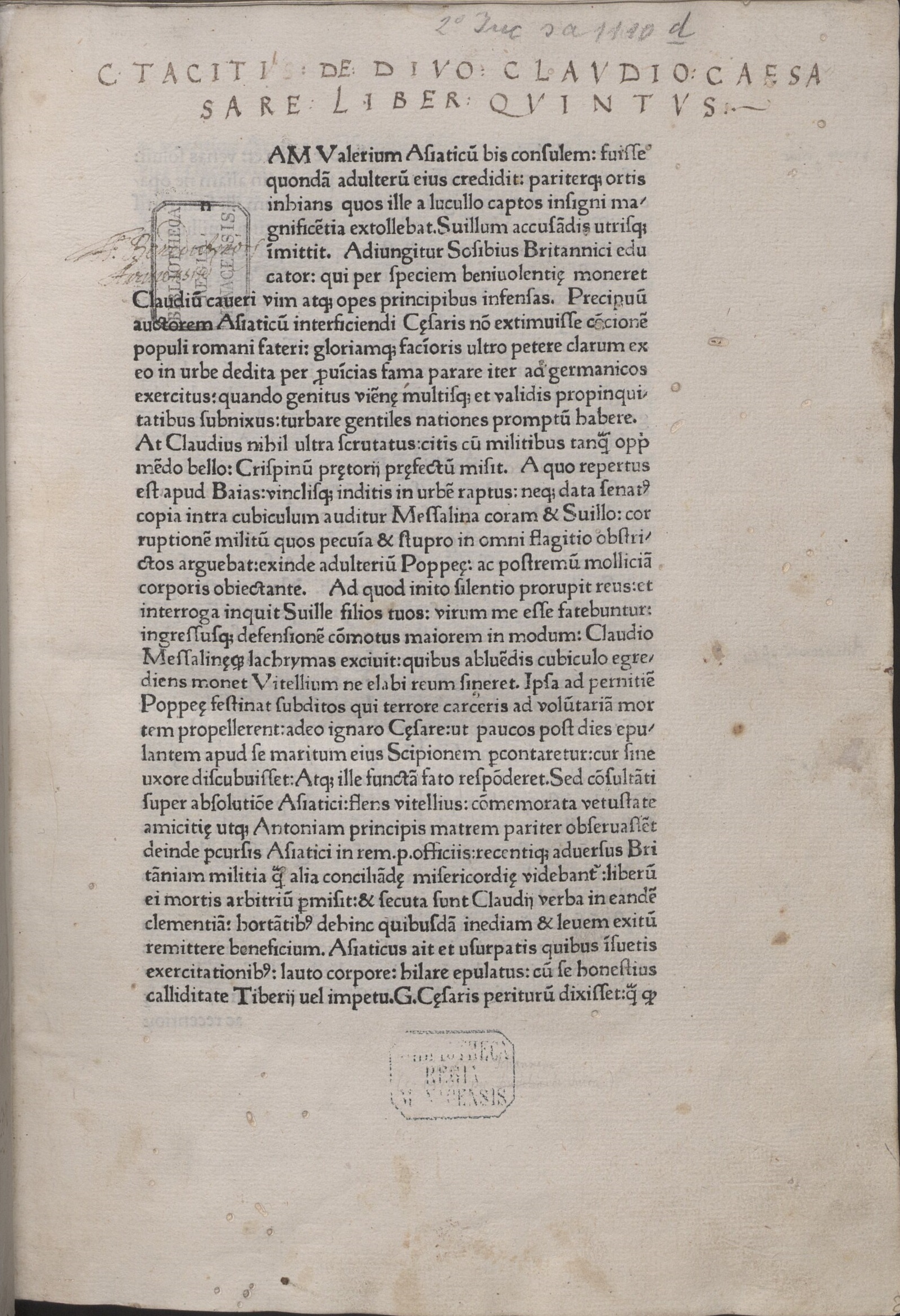
Incipit dell'editio princeps dei libri XI-XVI degli Annales

Gli Annales, che narrano del periodo storico successivo alla morte di Augusto nel 14, furono l'opera finale di Tacito. Scrisse almeno 16 libri, ma i libri 7-10 sono andati perduti e parti dei libri 5, 6, 11 e 16 sono mancanti.
Il libro 6 finisce con la morte di Tiberio e i libri dal 7 al 10 coprivano presumibilmente i regni di Caligola e, in parte, di Claudio. I libri rimanenti riguardano il regno di Nerone, probabilmente sino alla sua morte nel giugno 68 o sino alla fine dell'anno per poi ricollegarsi alle Historiae. La seconda parte del libro 16 è andata perduta (finisce narrando gli eventi dell'anno 66). Non si sa se Tacito completò l'opera o se decise di finire prima gli altri lavori che aveva pianificato di scrivere; morì prima di poter mettere mano alle storie di Nerva e Traiano, e non si ha nessun frammento della parte dell'opera su Augusto e gli albori dell'impero con cui aveva deciso di finire il suo lavoro di storico.
Così come aveva già scritto nelle Historiae, Tacito sostiene la sua tesi sulla necessità del principato. Se da un lato elogia Augusto per aver garantito pace allo stato romano dopo anni di guerra civile, dall'altro mostra gli svantaggi di una vita vissuta sotto il dominio dei Cesari. Della storia dell'impero fa parte il tramonto definitivo della libertà politica dell'aristocrazia senatoriale, che Tacito vedeva moralmente decaduta, corrotta ed asservita ai voleri del sovrano. Durante il regno di Nerone c'era stata una grande diffusione di opere letterarie che esaltavano il suicidio come exitus illustrium virorum ("fine degli uomini illustri"). Ancora una volta, come aveva già sostenuto nell'Agricola, Tacito si oppone a coloro che scelgono un inutile martirio tramite il suicidio, riprendendo l'assenza di esibizionismo del suocero come modello ideale. Descrivendo il suicidio di Petronio, Tacito sottolinea deliberatamente l'ironico capovolgimento dei modelli filosofici compiuto da quest'uomo.
Tuttavia, contro questo tetro contesto, una parte benestante della classe politica continuò ad esercitare onestamente il proprio potere sulle province e a guidare l'esercito in modo retto. La storiografia tragica, piena di eventi drammatici, ha un peso importante negli Annales. Tacito ci mostra la tragedia del popolo. L'obiettivo non è suscitare forti emozioni. Tacito usa le componenti tragiche della storia per penetrare negli animi dei personaggi e portare alla luce le loro passioni ed ambiguità. Le passioni dominanti nei personaggi sono le passioni politiche (fatta eccezione per Nerone). Tutte le classi sociali, senza eccezioni, hanno questi difetti: ambizione, desiderio di potere e di prestigio personale, e spesso invidia, ipocrisia e presunzione. Tutti gli altri sentimenti, eccetto ambizione, vanità e cupidigia, hanno un'importanza secondaria.
Negli Annales, Tacito sviluppò ulteriormente lo stile di descrizione che aveva utilizzato così bene nelle Historiae. Forse il ritratto migliore che fa è quello di Tiberio, fatto in maniera indiretta, che emerge progressivamente nel corso della narrazione, con osservazioni e commenti. Il ritratto morale ha la precedenza su quello fisico; ci sono anche dei ritratti paradossali. Il più significativo di questi è quello di Petronio, il cui fascino sta nelle sue apparenze contraddittorie. La debolezza della sua vita è in opposizione con l'energia e la competenza che dimostrò nei doveri pubblici. Petronio affrontò la morte come un ultimo piacere, dando contemporaneamente prova di autocontrollo, coraggio e fermezza. Si oppose all'usanza stoica del suicidio teatrale, tanto da parlare con gli amici, mentre moriva, di argomenti futili. Tacito non ne fa un modello da seguire, ma suggerisce implicitamente che la sua grandezza d'animo fu più solida di quella mostrata da tanti martiri stoici.

## Stile
Anche se si tratta di una semplificazione, è tuttavia corretto riconoscere che lo stile di Tacito negli Annales si rifà marcatamente alle norme grammatiche e di composizione degli autori della tarda Repubblica, primo fra tutti Marco Tullio Cicerone. A più riprese descritto come peregrino, arcaico e solenne, Tacito raggiunge il suo unico stile personale attraverso rare se non uniche forme grammaticali, ellissi frequenti (specialmente delle forme ausiliarie del verbo 'esse'), circonlocuzioni creative e dizioni che si estendono sino ai limiti del lessico latino. In confronto alle Historiae, gli Annales sono molto meno fluidi, molto più concisi e severi. C'è persino una predilezione maggiore per le incongruenze. Le forme verbali poco armoniche riflettono gli eventi discordanti che narrano e l'ambiguità dei personaggi che descrivono. Ci sono molte "violente" metafore ed usi audaci della personificazione. Gli stili poetici, specie quello di Virgilio, sono usati spesso. Ad esempio, la descrizione della spedizione di Germanico nel luogo teatro della Battaglia della foresta di Teutoburgo alla ricerca dei resti delle legioni distrutte di Varo ricalca lo stile utilizzato da Virgilio nella descrizione della discesa di Enea nel mondo ultraterreno.
Tuttavia, lo stile cambia nel corso della lettura. Dal tredicesimo libro in poi, Tacito usa uno stile più tradizionale, più vicino ai canoni dello stile classico. Lo stile diventa più ricco ed elevato, meno conciso, meno aspro e insinuante. Nello scegliere tra sinonimi, Tacito predilige ora l'uso di espressioni più normali e moderate piuttosto che espressioni ricercate. Probabilmente il regno di Nerone è trattato con meno solennità perché cronologicamente più vicino al tempo della stesura dell'opera, mentre l'età di Tiberio era considerata più vicina alla vecchia Repubblica. La mancanza di cura che talvolta emerge nei libri 15 e 16 ha indotto alcuni a sostenere che le versioni giunte sino ai nostri giorni non siano la versione definitiva, bensì una bozza ancora da rivedere.

## Edizioni italiane
- Gli Annali, traduzione di Rodolfo Giani, Milano, Fratelli Treves, 1927  [Piacenza, Tipografia A. Del Maino, 1905].
- Gli Annali, traduzione di Camillo Giussani, Milano, Arnoldo Mondadori Editore, 1942. - in Opere, Commento di Albino Garzetti, Introduzione di Alain Michel, Collezione i millenni, Torino, Einaudi, 1968; Annali, a cura di Guido Davico Bonino, Collana I Classici, Milano, Club degli Editori, 1974.
- Annali, 2. voll., trad. e cura di Bianca Ceva, Collana BUR nn.297-302, Milano, Rizzoli, giugno 1951. - Con un saggio introduttivo di Cesare Questa, Collana I Classici della BUR n.309, Milano, BUR, 1981.
- Annali, a cura di Azelia Arici, Collezione Classici Latini, Torino, Unione tipografico-editrice torinese, 1952.
- Annali, traduzione di Annamaria Rindi, Prefazione di Piero Treves, Milano, Club del Libro, 1965. - Novara, Ist. Geografico De Agostini, 1966; Collana La nostra Biblioteca. Classici di tutti i Paesi in cento volumi n.64, Novara, Edipem, 1974.
- Annali, Introduzione, trad. e note di Anna Resta Barrile, 3 voll., Collana Prosatori di Roma, Bologna, Zanichelli, 1968.
- Annali e La vita di Agricola[2], trad., Introduzione e note a cura di Luigi Annibaletto, Collana Gli Immortali, Milano, Istituto Editoriale Italiano, 1970. - Milano, Garzanti, 1981.
- Annali dalla morte del divo Augusto, traduzione di Enrico Oddone, Introduzione, note, bibliografia a cura di Matilde Caltabiano, Milano, Rusconi, 1978.
- Annali, 2 voll., Introduzione, trad. e note di Mario Stefanoni, con un saggio di Mario Pani, Collana I grandi libri nn.410-411, Milano, Garzanti, 1990.
- Annali, 2 voll., trad. e cura di Lidia Pighetti, Prefazione di Luca Canali, Collana Oscar Classici Greci e Latini n.66, Milano, Mondadori, 1994.
- Annali, 2 voll., Introduzione generale, cura e traduzione di Lidia Storoni Mazzolani, Collana Grandi Tascabili Economici, Roma, Newton Compton, 1995.
- in  Opera omnia. Vol. II: Annales, traduzione di Carlo Franco, Gianluigi Baldo, Alessandro Franzoi, Luciano Lenaz, a cura di Renato Oniga, Biblioteca della Pléiade, Torino, Einaudi, 2003, ISBN 978-88-446-0082-2. - Annali, Collana ET Classici, Einaudi, 2024, ISBN 978-88-062-6251-8.